# Виноградов Антон Маркович
Анто́н Ма́ркович Виногра́дов (рос. Антон Маркович Виноградов; 24 жовтня 1973, Ленінград, РРФСР, СРСР) — російський диктор, актор, композитор, офіційний голос телеканалу «Петербург — 5 канал», «Радіо Рекорд» і «Ельдорадіо» (Санкт-Петербург), голос музичного drum-n-bass фестивалю «Піратська Станція», актор озвучування і дубляжу.

## Біографія
Антон Виноградов народився 24 жовтня 1973 року в Ленінграді в родині джазових музикантів. З раннього віку серйозно захоплений музикою. У 1990-і брав участь в рок-групі в якості вокаліста. У 1997 році закінчив акторсько-режисерський курс професора З. Я. Корогодського, факультет Мистецтв СПГУП за фахом «Актор, режисер драматичного театру». У 1998-2006 роках писав музику для театральних вистав і рекламних роликів. Працює диктором з 1997 року. Промоголос радіо «Рекорд», заходи «Піратська станція», П'ятого каналу та ін. Є членом Російського Авторського Товариства.

## Актор
- 1997 — К/ф «Чистилище» — епізод, в ролі чеченця.
- 2003 — Документальний цикл «Злочин в стилі „Модерн“» (частина «Перевертень в погонах») — в головні ролі сищика Миколи Соловйова.
- 2008 — К/ф «Технологія» — в ролі художника.

## Озвучення мультфільмів
- з 2004 — «Смішарики» (мультсеріал, всі сезони) — кролик Крош, Їжачок в 1-13 серій, голоси дикторів, текст від автора, пісні: «Від гвинта!», «Місто Омськ», «Хокей», «Колискова для Їжачка», «Чорне не біле» та інші. Клон Лосяша, Чорний Ловелас.
- 2008 — «Котополіс» — кіт Кашалот.
- 2011 — «Смішарики. Початок» — Крош, жовтий злодій, голоси дикторів.
- з 2011 — «Літаючі звірі» (мультсеріал) — Риб Тембе.
- 2012—2014 — «Атомний ліс» (мультсеріал) на каналі 2х2 — Бром.
- 2016 — «Смішарики. Легенда про золотого дракона» — Крош.
- 2018 — «Смішарики. Дежавю» — Крош, Шорк до потрапляння в Мезозой.